# (4306) Dunaevskij

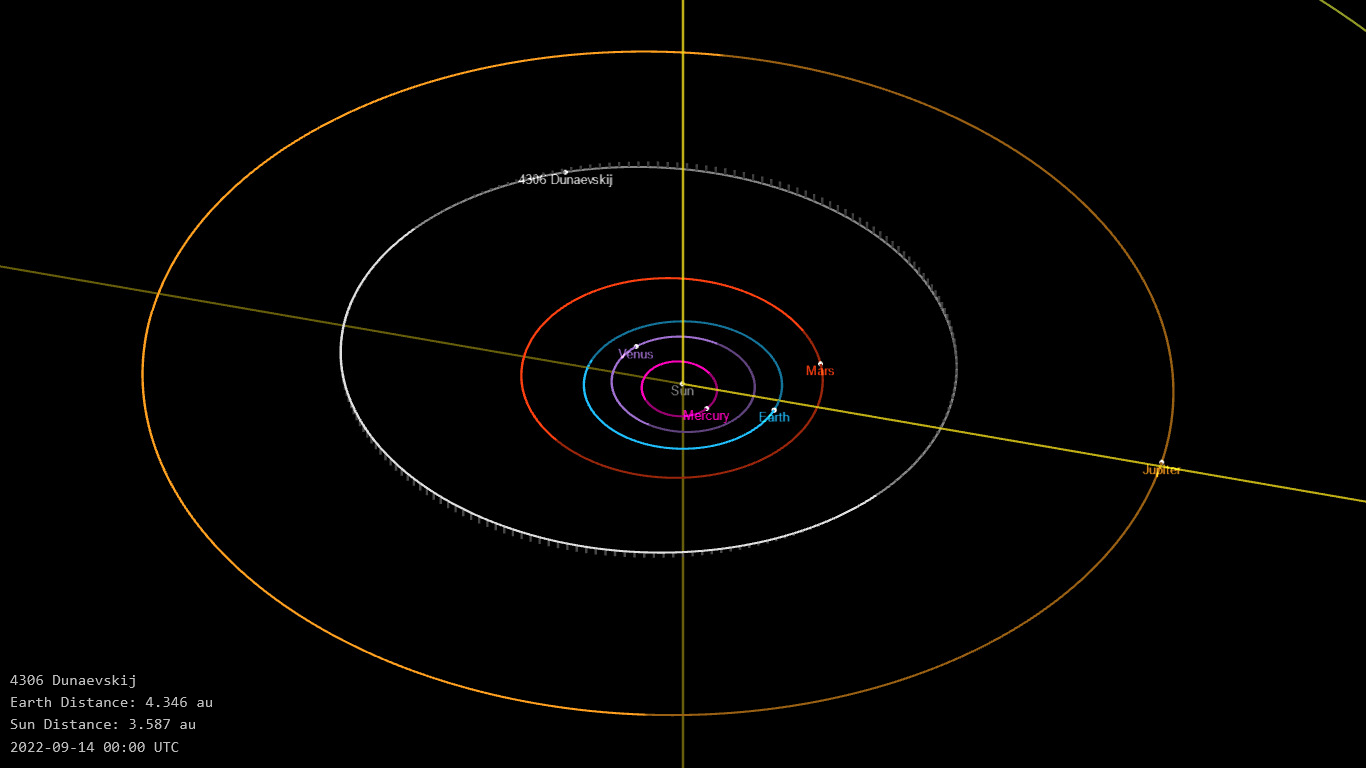
Orbite de l'astéroïde Dunaevskij

(4306) Dunaevskij est un astéroïde de la ceinture principale.

## Description
(4306) Dunaevskij est un astéroïde de la ceinture principale. Il fut découvert le 24 septembre 1976 à Naoutchnyï par Nikolaï Tchernykh. Il présente une orbite caractérisée par un demi-grand axe de 3,13 UA, une excentricité de 0,17 et une inclinaison de 1,8° par rapport à l'écliptique.
Cet astéroïde a été nommé en hommage au compositeur soviétique Isaac Dounaïevski.

## Compléments